# Хшановская, Анна Дорота

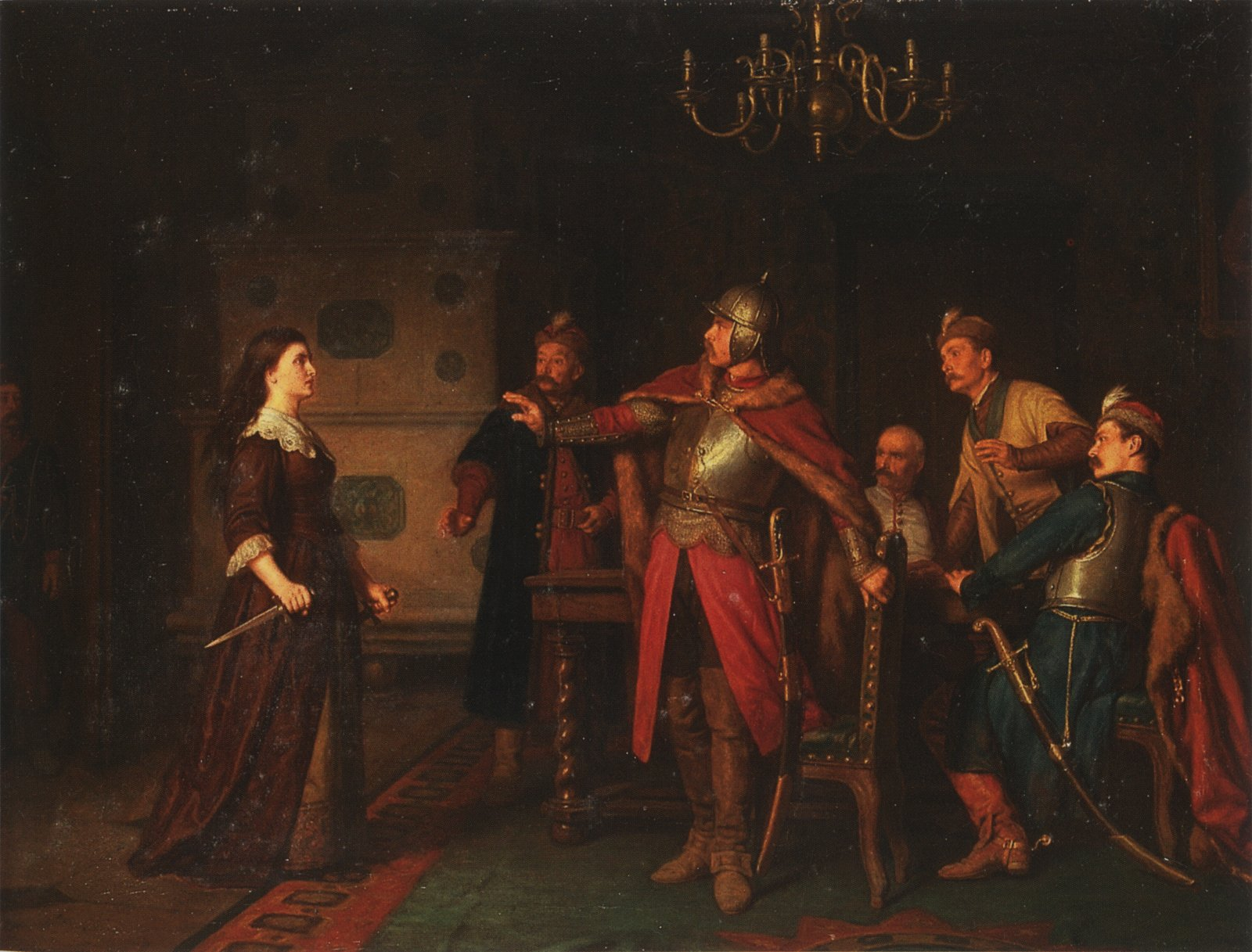
Анна Дорота Хшановская во время осады Теребовли. 1675 г.

Анна Дорота Хшановская (известная также, как Зофья Хшановская) урожденная фон Фресен (пол. Anna Dorota Chrzanowska; ? — около 1675) — польская шляхтянка, героиня польско-турецкой войны (1672—1676), известная своими действиями во время осады Теребовли в 1675 году.
Вторая жена польского военачальника Яна Самуэля Хшановского, командовавшего гарнизоном Теребовлянского замка.
Во время польско-турецкой войны (1672—1676) в мае 1675 турецкий султан Мехмед IV приказал полководцу, своему зятю Ибрагиму Шишман-паше во главе 60-тысячной армии отправиться походом на Украину. Преодолевая сопротивление, Ибрагим Шишман-паша в сентябре захватил города Збараж и Подгайцы, а затем с 10-тысячной армией подошёл и начал осаду Теребовлянского замка, построенного в XIV в. на высоком берегу над рекой Гнезной.

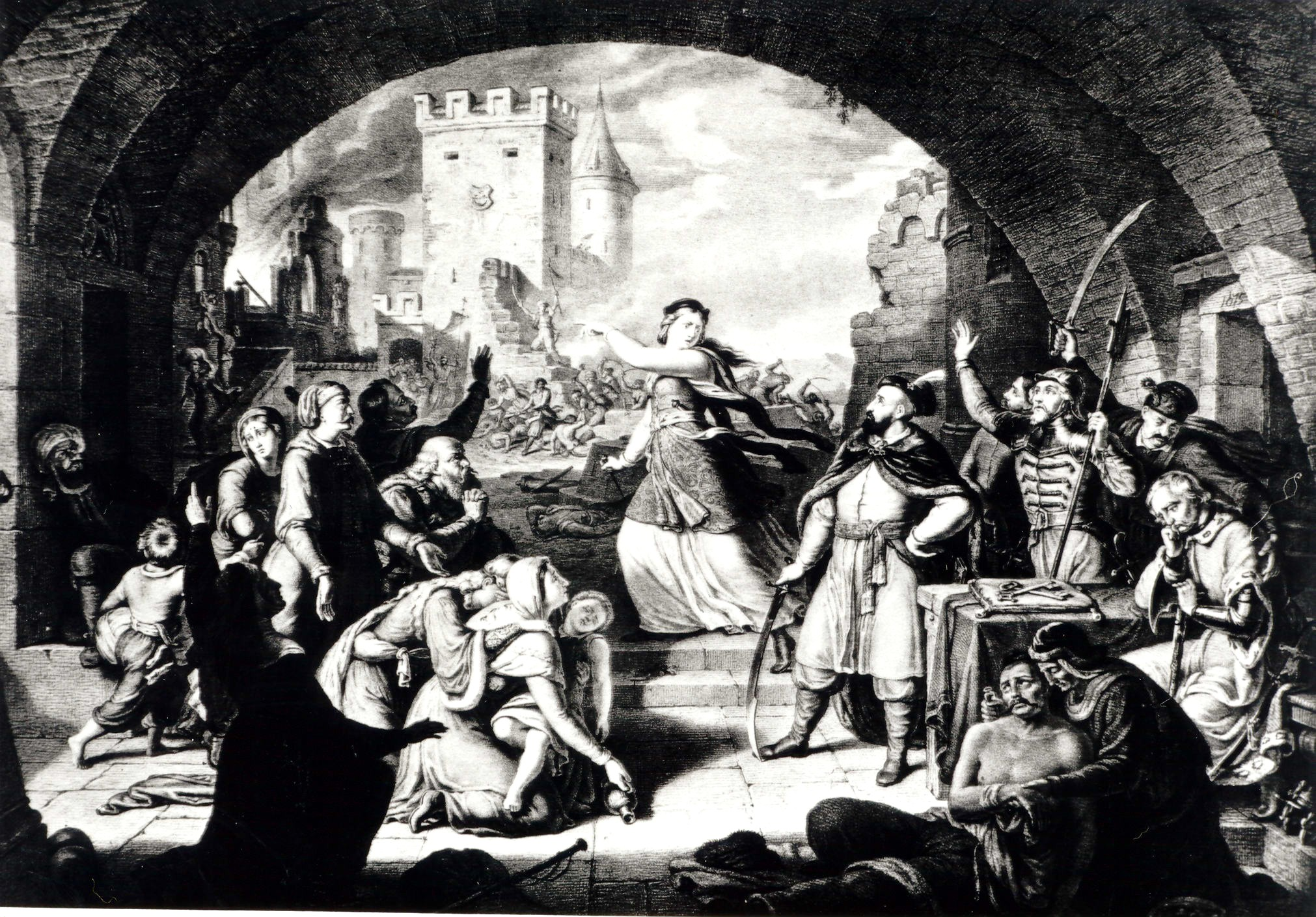
Анна Дорота Хшановская на фоне боя при осаде Теребовли. 1675 г.

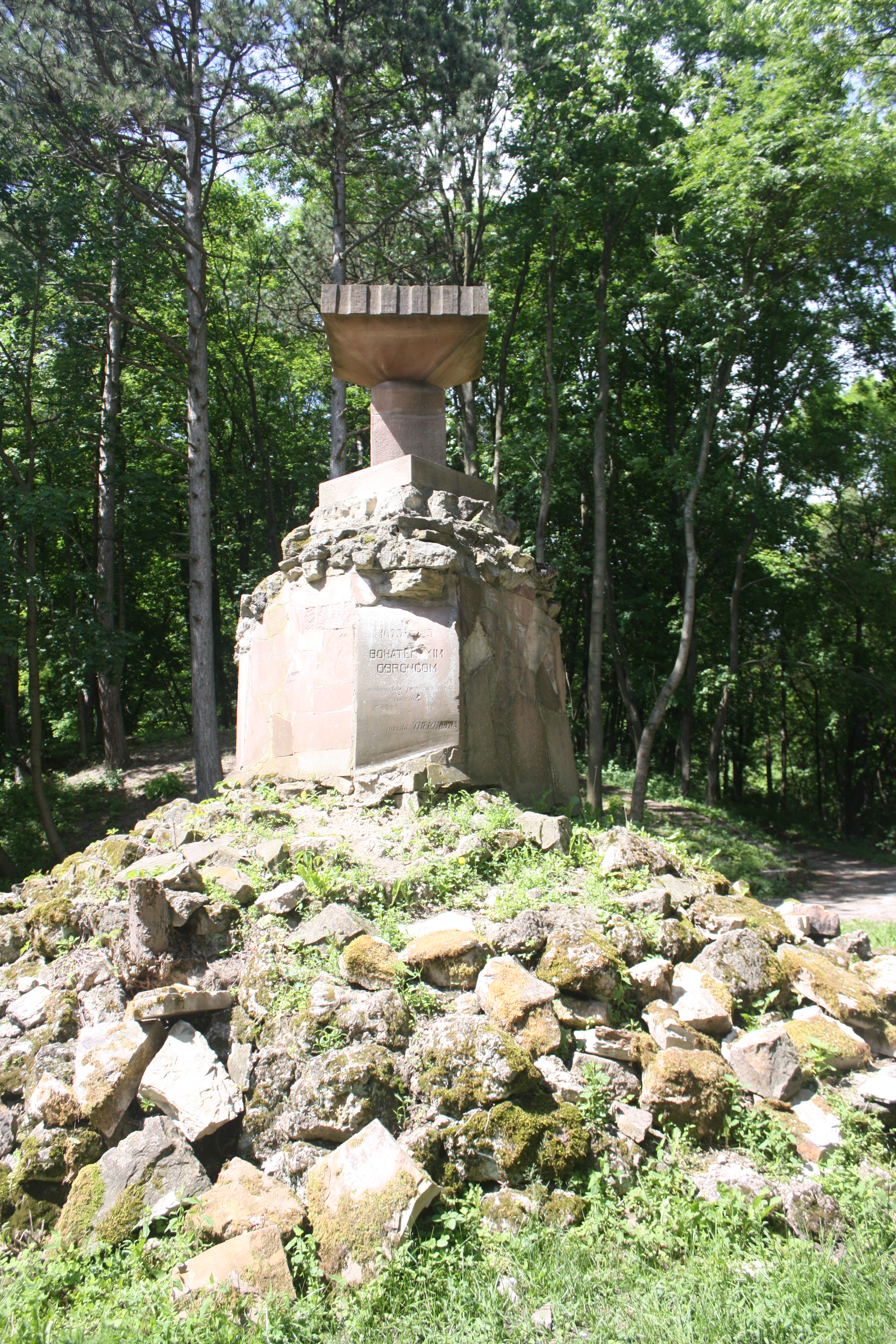
Памятник Анне Дороте Хшановской. 2010 г.

Ян Самуэль Хшановский командовал гарнизоном Теребовлянского замка, состоящего из 80 жолнёров, небольшого количества окрестной шляхты и около 200 крестьян и мещан города и окрестностей капитан. Руководимый им гарнизон оказал туркам упорное сопротивление и под непрерывным артиллерийским огнëм отразил все приступы турецкой армии. Крепостные стены во многих местах были разрушены осадными орудиями турок, в замке не хватало провизии и амуниции, поэтому Ян Хшановский решился сдать замок, однако на совете о сдаче крепости появилась Анна Дорота и, показав два кинжала, сказала: 

"Нет и быть не может никаких переговоров с захватчиками. Будем биться вместе! Или умрем, или отобьём врага … К тебе обращаюсь, муж мой, и заявляю, что один кинжал поразит твоё сердце, а второй моё, если в них погаснет любовь к свободе и чести отечества ".
 Эти слова ободрили осаждённых. По другой версии, угрожала поджечь порох и взорвать замок в случае капитуляции. С оружием в руках Анна Дорота лично встала на стены замка для защиты от противника, вела осаждённых в атаку на турецкие окопы.
Осаждённые боролись, пока не пришла ожидаемая помощь, и туркам пришлось бежать.
Своим мужественным поведением она не дала мужу и остаткам гарнизона сдать замок. Твердыня выстояла.

## Память
- Осада замка оказала большое впечатление на польский народ. Сюжеты обороны Теребовли изображены на многих живописный полотнах, созданы другие художественные произведения, отражающие подвиг его защитников. Отважной Анне Дороте Хшановской близ замка был поставлен памятник
- В честь отважной Анны Дороты Хшановской в XVII веке в Теребовле близ замка был поставлен памятник, последнее упоминание о нём — 1829 год, позже разрушенный, но в 1900 вновь восстановленный.
- Во время Великой Отечественной войны в 1944 памятник снова разрушен, но на его месте в 1982 насыпан курган и установлена памятная плита.
- В 2012 году установлен новый памятник.